# Allen (Dakota Południowa)
Allen – jednostka osadnicza w Stanach Zjednoczonych, w stanie Dakota Południowa, w hrabstwie Bennett.